# Санкт-Петербургское высшее зенитное ракетное командное ордена Красной Звезды училище
Санкт-Петербургское высшее зенитное ракетное командное ордена Красной Звезды училище — высшее военно-учебное заведение, существовавшее с 29 августа 1928 года по 30 марта 1999 года, осуществлявшее подготовку офицерских кадров для частей противовоздушной обороны.
День годового праздника — 29 августа.

## История
29 августа 1928 года приказом народного комиссара по военным и морским делам СССР  № 277/54 в городе Ленинград были созданы Курсы для подготовки инструкторов МПВО. В 1932 году на базе Курсов инструкторов были созданы  Курсы начальствующего состава и Курсы усовершенствования старшего начальствующего состава МПВО. 24 декабря 1934 года Курсы усовершенствования старшего начальствующего состава МПВО стали называться Военной электротехнической школой имени П. И. Баранова. 
6 марта 1937 года приказом народного комиссара обороны СССР маршала К. Е. Ворошилова за № 36 Военная электротехническая школа была переименована в Ленинградское военное электротехническое училище имени П. И. Баранова. В 1939 году приказом народного комиссара обороны СССР военное электротехническое училище было реорганизовано в Ленинградское училище инструментальной разведки зенитной артиллерии имени П. И. Баранова для подготовки офицеров зенитной артиллерии. 
17 мая 1941 года перед началом Великой Отечественной войны приказом народного комиссара обороны СССР маршала С. К. Тимошенко  училище инструментальной разведки зенитной артиллерии было переименовано в Ленинградское артиллерийско-техническое училище зенитной артиллерии. Во время обороны Ленинграда из состава курсантов училища был создан дивизион особого назначения сражавшийся за город и на его базе был создан  Лужский бригадный район ПВО.
1 августа 1968 года на основании приказа министра обороны СССР Ленинградское артиллерийско-техническое училище зенитной артиллерии было преобразовано в Ленинградское высшее зенитное артиллерийское командное училище со сроком обучения пять лет и подготовкой офицерских кадров для частей противовоздушной обороны Сухопутных войск СССР.
1 сентября 1973 года приказом министра обороны СССР Ленинградское высшее зенитное артиллерийское командное училище было переименовано в Ленинградское высшее зенитное ракетное командное училище. 21 ноября 1992 года приказом министра обороны Российской Федерации № 546  Ленинградское высшее зенитное ракетное командное ордена Красной Звезды училище имени было переименовано в Санкт-Петербургское высшее зенитное ракетное командное ордена Красной Звезды училище имени 60-летия Великого Октября. 30 марта 1999 года состоялось производство в офицеры последнего выпуска Санкт-Петербургского высшего зенитного ракетного командного училища и оно было расформировано.

## Начальники училища
- генерал-майор П. Е. Хорошилов (1934—1935)
- генерал-майор технических войск Т. А. Туклин (1935—1943)
- генерал-майор Белан (1943)
- полковник-инженер Ф. В. Болотов (1943—1950)
- генерал-майор А. В. Сокин
- генерал-майор П. П. Шомин
- генерал-майор Е. М. Краскевич (1964—1969)
- генерал-майор С. М. Муханов
- генерал-майор Р. П. Тодуров
- генерал-майор В. И. Щербаков (1986—1999)

## Известные выпускники
- Шерстянников, Андрей Николаевич[2]
- Дерновский, Григорий Борисович
- Малиновский, Георгий Николаевич
- Сафронов, Анатолий Иванович
- Чертков, Виктор Кузьмич
- Береговой, Михаил Тимофеевич

## Награды института
(1978)